# Place Farhat-Hached
La place Farhat-Hached est une voie du 13e arrondissement de Paris.

## Situation et accès
La place Farhat-Hached est un espace en triangle qui constitue une jonction entre le boulevard du Général-d'Armée-Jean-Simon (no 32) et l'avenue de France. Elle se situe à côté de l'arrêt Avenue de France de la ligne de tramway T3a. Elle est également desservie par la ligne de métro 14 à la station Bibliothèque François-Mitterrand, ainsi que par la ligne C du RER (gare de la Bibliothèque François-Mitterrand).
La porte de France se situe place Farhat-Hached.

## Origine du nom

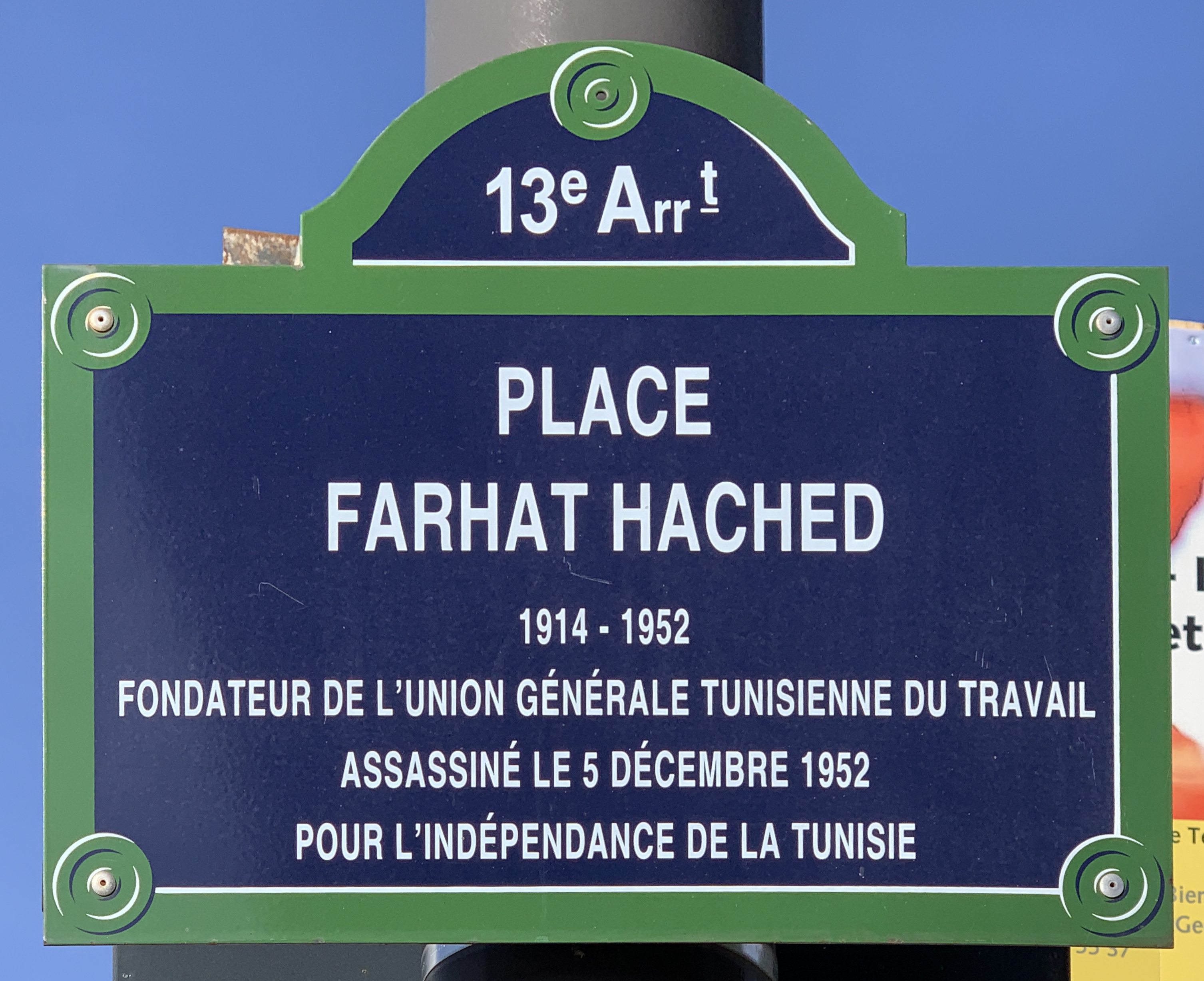
Plaque de la place.

Elle porte le nom du syndicaliste tunisien Farhat Hached (1914-1952), assassiné par le SDECE — le service de renseignements français de l'époque —, son assassinat ayant été longtemps attribué à la Main rouge, une organisation armée favorable à la présence française en Tunisie.

## Historique
Ancienne « voie EW/13 », voie projetée du plan d'aménagement de la ZAC Paris Rive Gauche, la place est inaugurée et prend son nom actuel le 30 avril 2013.